# Хелсе
Хелсе (њем. Helse) општина је у њемачкој савезној држави Шлезвиг-Холштајн. Једно је од 115 општинских средишта округа Дитмаршен. Према процјени из 2010. у општини је живјело 927 становника. Посједује регионалну шифру (AGS) 1051046.

## Географски и демографски подаци
Хелсе се налази у савезној држави Шлезвиг-Холштајн у округу Дитмаршен. Општина се налази на надморској висини од 4 метра. Површина општине износи 11,4 km². У самом мјесту је, према процјени из 2010. године, живјело 927 становника. Просјечна густина становништва износи 81 становник/km².